# Curtiss O-52 Owl
Il Curtiss O-52 Owl (gufo in inglese), fu un aereo da osservazione monomotore, triposto e monoplano ad ala alta sviluppato dall'azienda aeronautica statunitense Curtiss-Wright Corporation nei tardi anni trenta.
Entrato in servizio nei primi anni quaranta, venne utilizzato nel corso della Seconda guerra mondiale principalmente dall'US Air Army Corps, inoltre fornito all'Unione Sovietica nei reparti della Voenno-vozdušnye sily.

## Storia del progetto
Nei tardi anni trenta la United States Army espresse la necessità di dotare i propri reparti di osservazione di un nuovo velivolo biposto. Interpellata dalle autorità militari la Curtiss-Wright intraprese la progettazione di un modello che potesse avere delle buone caratteristiche nella manovrabilità a bassa velocità e nella fase di atterraggio.
Il risultato fu il Model 85, designazione aziendale, che valutato dalla commissione esaminatrice dell'esercito venne considerato idoneo ottenendo un contratto di fornitura e la designazione ufficiale 0-52 Owl.
La produzione in serie venne iniziata nel 1939.

## Impiego operativo
Nel 1940, l'Army Air Corps ordinò 203 Curtiss O-52 per missioni d'osservazione. Una volta consegnato, l'aereo venne impiegato in diverse manovre militari dell'USAAC ma, una volta entrata nel secondo conflitto mondiale, l'USAAF lo ritenne inadatto per svolgere operazioni in teatri ostili oltreoceano. L'O-52 venne così relegato a servizi di collegamento a corto raggio nei confini nazionali o anche come pattugliatore marittimo sul Golfo del Messico e su entrambe le coste oceaniche statunitensi.
L'Owl fu l'ultimo velivolo della serie "O" ad essere acquistato in gran quantità per l'aviazione statunitense essendo sostituita dalla designazione "L" (liaison-type) per gli aerei da collegamento.
Nel novembre del 1942, l'Unione Sovietica ordinò 30 O-52 avvalendosi del programma Lend-Lease. 26 Owl furono imbarcati ma giunsero ai rispettivi reparti solamente 19 esemplari. Di questi, dieci entrarono in servizio attivo impiegati per la ricognizione fotografica ed il rilevamento di postazioni d'artiglieria.

## Utilizzatori
Brasile
- Força Aérea Brasileira

 Stati Uniti
- United States Army Air Corps

 Unione Sovietica
- Sovetskie Voenno-vozdušnye

## Esemplari attualmente esistenti
- Curtiss O-52 (s/n 40-2763) è in mostra nella "Early Years Gallery" presso il National Museum of the United States Air Force della Wright-Patterson AFB vicino Dayton, Ohio.[4]
- Curtiss O-52 (s/n 40-2746) preservato al Pima Air & Space Museum in Arizona. Attualmente è in fase di restauro.[5]
- Curtiss O-52 (s/n 40-2769) in esposizione presso lo Yanks Air Museum, situato nelle strutture dell'Aeroporto di Chino, Chino, California.